# 海城银塔
海城银塔位于中国辽宁省海城市接文镇西塔子沟村北山坡上，是一座辽代至明代所建的密檐式砖塔，1962年被列为市级文物保护单位，2003年被列为辽宁省文物保护单位，2013年被列为第七批全国重点文物保护单位。
银塔为砖筑六角九级密檐实心结构建筑，塔高约20多米。